# Life's Dark Road
Life's Dark Road è un cortometraggio muto del 1914 diretto da Frank Wilson.

## Trama
Un ex detenuto trova lavoro come maggiordomo presso la coppia che ha adottato sua figlia. Riuscirà a salvarla da un mascalzone.

## Produzione
Il film fu prodotto dalla Hepworth.

## Distribuzione
Distribuito dalla Hepworth, il film - un cortometraggio in due bobine - uscì nelle sale cinematografiche britanniche nel dicembre 1914.
Fu distrutto nel 1924 dallo stesso produttore, Cecil M. Hepworth. Fallito, in gravissime difficoltà finanziarie, Hepworth pensò in questo modo di poter almeno recuperare il nitrato d'argento della pellicola.